# Fête fédérale des musiques
La Fête fédérale des musiques est un festival de fanfares, harmonies et brass bands, se déroulant tous les cinq ans dans une ville différente de Suisse. Cet événement est organisé sous l'égide de l'Association Suisse des Musiques.
Il s'agit du plus grand rassemblement du genre en Europe à se tenir de façon régulière. Lors de la dernière édition en 2016 à Montreux, ce ne sont pas moins de 556 ensembles, 26 000 musiciens, qui y ont pris part.

## Concours
Les sociétés participent à deux concours : le concours de musique concertante (en salle) et le concours de parade (défilé). Elles sont regroupées d'une part en fonction de la catégorie correspondant à la difficulté des pièces interprétées (excellence, première, deuxième, troisième ou quatrième classe), et d'autre part en fonction de leur instrumentation :
- fanfare mixte (uniquement dans les 3e et 4e catégories)
- fanfare Benelux (avec bugles)
- harmonie
- brass band

### Musique concertante
Lors du concours en salle, chaque société doit interpréter deux œuvres. La première est choisie librement par la société dans la liste des pièces reconnues comme conformes à la catégorie de l'ensemble, selon le catalogue édicté par l'Association Suisse des Musiques. L'autre est une pièce imposée, commune à tous les ensembles d'une même catégorie et d'une même instrumentation. Les pièces imposées sont généralement des œuvres originales commandées spécialement pour cette occasion.

### Concours de parade
Pour le concours de parade, les sociétés ont le choix entre un concours de parade traditionnelle (défilé) ou un concours de parade avec évolutions.
Lors du concours de parade traditionnelle, chaque société doit préparer deux marches dont l'une au moins est l'œuvre d'un compositeur suisse, le jury choisit juste avant le concours laquelle des deux pièces sera interprétée. Les ensembles sont jugés (sur des critères visuels et musicaux) sur trois phases : 
- une phase de sur-place où l'ensemble est passé en revue à l'arrêt (au garde-à-vous, sans musique) ;
- une phase de défilé proprement dit : la société défile tout d'abord au son des tambours (16 mesures) puis en jouant sa marche ;
- une phase d'arrêt : après au minimum 16 mesures de tambour, la société s'arrête de manière ordonnée.

Dans le concours de parade avec évolutions, l'ensemble présente un programme d'une durée maximale de dix minutes. Le programme est libre, hormis le fait qu'il doit inclure au moins trois figures choisies parmi une liste prévue par le règlement. Les ensembles n'interprètent qu'une seule pièce, qui peut être composée d'extraits de différentes compositions.

### Musique de divertissement
Au lieu du concours de musique concertante, les sociétés peuvent choisir de participer au concours de musique de divertissement. Ce concours distingue seulement trois catégories de difficulté (supérieure, moyenne, inférieure) et deux types d'instrumentation (harmonie et brass band). Les ensembles interprètent un programme de libre choix dont la durée dépend de la catégorie. Un classement par catégorie est alors établi. Sur la base de ce classement, les quatre meilleurs ensembles de chaque catégories s'affrontent par paires selon un système de coupe (demi-finale et finale), en interprétant à chaque fois le même programme musical. Pour les sociétés qui participent au concours de musique de divertissement, la participation au concours de parade est facultative.

## Villes hôtes
- 1864 : Soleure
- 1866 : Lausanne
- 1868 : Berne
- 1870 : Le Locle
- 1873 : Schaffhouse
- 1877 : Zurich
- 1880 : Bienne
- 1886 : Lucerne
- 1890 : Thoune
- 1893 : Soleure
- 1897 : Saint-Gall
- 1900 : Aarau
- 1903 : Lugano
- 1906 : Fribourg
- 1909 : Basel
- 1912 : Vevey
- 1923 : Zoug
- 1927 : La Chaux-de-Fonds
- 1931 : Berne
- 1935 : Lucerne
- 1948 : Saint-Gall
- 1953 : Fribourg
- 1957 : Zurich
- 1966 : Aarau
- 1971 : Lucerne
- 1976 : Bienne
- 1981 : Lausanne
- 1986 : Winterthour
- 1991 : Lugano
- 1996 : Interlaken
- 2001 : Fribourg
- 2006 : Lucerne
- 2011 : Saint-Gall
- 2016 : Montreux / Vevey
- 2021 : annulée en raison de la pandémie de Covid 19 (était prévue à Interlaken)
- 2026 : Bienne